# Во все тяжкие (4-й сезон)
Премьера четвёртого сезона американского телевизионного сериала «Во все тяжкие» состоялась 17 июля 2011 года. Показ новых эпизодов продолжался до 9 октября 2011 года. Сезон состоит из 13 эпизодов, каждый из которых длится около 47 минут. Новые эпизоды показывались по воскресеньям в 22:00 на кабельном телеканале AMC в США. Полный четвёртый сезон был выпущен на DVD для Региона 1 и на Blu-ray для Региона А 5 июня 2012.

## Команда

### Основной состав
- Брайан Крэнстон — Уолтер Уайт
- Анна Ганн — Скайлер Уайт
- Аарон Пол — Джесси Пинкман
- Дин Норрис — Хэнк Шрейдер
- Бетси Брандт — Мари Шрейдер
- Ар Джей Митт — Уолтер Уайт-мл.
- Боб Оденкерк — Сол Гудман
- Джанкарло Эспозито — Густаво «Гус» Фринг
- Джонатан Бэнкс — Майк Эрмантраут

### Второстепенный состав
- Рэй Кэмпбелл — Тайрус Китт
- Лавелл Кроуфорд — Хьюэлл Бабино
- Морис Компт — Гафф
- Стивен Майкл Кесада — Стивен Гомес
- Эмили Риос — Андреа Кантильо
- Дэвид Костабайл — Гейл Беттикер
- Кристофер Казенс — Тед Бенеке
- Найджел Гиббс — детектив Том Робертс
- Марк Марголис — «Тио» Гектор Саламанка
- Мариус Стан[англ.] — Богдан
- Майкл Шамус Уайлз — Джордж Меркерт
- Стивен Бауэр — Дон Эладио
- Билл Бёрр — Куби
- Чарльз Бейкер — Тощий Пит
- Джим Бивер — Лоусон
- Джеремайя Битсуи — Виктор
- Джир Бёрнс — лидер группы
- Хавьер Граэда — Хуан Болса
- Мэтт Л. Джонс — «Барсук»

## Список серий
| № общий | № в сезоне | Название                                         | Режиссёр        | Автор сценария                   | Дата премьеры    | Зрители в США (млн) |
| --- | ---------- | ------------------------------------------------ | --------------- | -------------------------------- | ---------------- | ------------------- |
| 34 | 1          | «Канцелярский нож» «Box Cutter»                  | Адам Бернштейн  | Винс Гиллиган                    | 17 июля 2011     | 2,58                |
| Эпизод начинается сценой из прошлого: Гейл размещает в лаборатории купленное Гусом Фрингом оборудование и в разговоре с работодателем выражает восторг по поводу качества метамфетамина, произведенного Уолтом Уайтом. Сол Гудман обеспокоен личной безопасностью — он проверяет офис на наличие подслушивающих устройств и нанимает телохранителя. Уолтер и Джесси, под наблюдением Майка и Виктора, дожидаются реакции Гуса Фринга на убийство Гейла. Хэнк продолжает восстанавливаться после ранения. У него появляется хобби — он начинает коллекционировать минералы. В лабораторию приезжает Гус Фринг. Уолтер пытается убедить Гуса оставить в живых его и Джесси. Гус убивает Виктора и уходит. Уолтер и Джесси избавляются от трупа и возвращаются к изготовлению мета. После работы они обсуждают исходящую для них от Гуса Фринга угрозу. В заключающей эпизод сцене обыска квартиры убитого Гейла показана папка с технической документацией по оснащению подпольной лаборатории Гуса Фринга.       |            |                                                  |                 |                                  |                  |                     |
| 35 | 2          | «Тридцать восьмой, курносый» «Thirty-Eight Snub» | Мишель Макларен | Джордж Мастрас                   | 24 июля 2011     | 1,97                |
| Уолтер приобретает у нелегального торговца оружием пятизарядный револьвер и начинает носить его с собой. Хэнк остро переживает свою физическую несостоятельность и регулярно вымещает своё недовольство на жене. Скайлер встречается с владельцем автомойки, на которой когда-то работал её муж, и выражает готовность купить её, но владелец, узнав в женщине супругу оскорбившего его при увольнении Уолтера Уайта, отказывается продавать ей своё предприятие по разумной цене. Уолтер осознаёт своё шаткое положение и замышляет убийство Гуса Фринга. Уолтер просит Майка свести его с Гусом, но тот, то ли от страха перед хозяином, то ли из преданности ему, отказывается. |            |                                                  |                 |                                  |                  |                     |
| 36 | 3          | «Открытый дом» «Open House»                      | Дэвид Слэйд     | Сэм Кэтлин                       | 31 июля 2011     | 1,71                |
| Гус Фринг устанавливает в лаборатории камеры видеонаблюдения, что вызывает у Уолта раздражение. После убийства Гейла Джесси пребывает в разбалансированном состоянии — он пытается отвлечься, устраивая в своём доме бесконечные вечеринки и посещая картодром. У Мари опять проявляется клептомания, после одной из краж её задерживает полиция. Реализуя идею Сола Гудмана, Скайлер инсценирует проверку сточных вод автомойки и якобы запредельный уровень загрязнений, что заставляет владельца автомойки продать предприятие чете Уайтов, причём по более низкой, чем было заявлено вначале, цене. Вернувшийся к пьянству и употреблению наркотиков Джесси опускается всё ниже, его дом, круглосуточно заполненный случайными людьми, постепенно превращается в притон. |            |                                                  |                 |                                  |                  |                     |
| 37 | 4          | «Пулевые отверстия» «Bullet Points»              | Колин Бакси     | Мойра Уолли-Бекетт               | 7 августа 2011   | 1,83                |
| Уолтер и Скайлер навещают Хэнка и Мари и сообщают родственникам о покупке ими автомойки на якобы выигранные Уолтером в карты деньги. Хэнк показывает свояку дневники Гейла. Хэнк считает, что убитый химик и был тем самым таинственным Хайзенбергом, который изготавливал синий мет. Майк докладывает Гусу Фрингу, что становящееся всё более неадекватным поведение Джесси начинает представлять серьёзную опасность для их бизнеса. Эпизод заканчивается сценой в автомобиле Майка: он везёт Джесси в неизвестном направлении. |            |                                                  |                 |                                  |                  |                     |
| 38 | 5          | «Дробовик» «Shotgun»                             | Мишель Макларен | Томас Шнауц                      | 14 августа 2011  | 1,75                |
| Уолтер обеспокоен пропажей напарника, но несколько успокаивается после звонка Майка: последний сообщает мистеру Уайту, что Джесси жив и пока побудет с ним. Уолтер и Скайлер оформляют сделку по покупке автомойки — отныне они владельцы легального бизнеса. Скайлер предлагает мужу вернуться к ней и сыну и жить прежней семейной жизнью, Уолт соглашается. Весь день Майк и Джесси разъезжают по окрестностям и собирают деньги, извлекая их из тайников. На одной из точек на них совершают нападение неизвестные. Позднее выясняется, что этот инцидент был умышленно подстроен Гусом Фрингом с целью проверки Джесси на адекватность и преданность их делу. Хэнк возвращается к расследованию убийства предполагаемого Хайзенберга и обнаруживает в вещах Гейла Беттикера салфетку из принадлежащего Гусу Фрингу ресторана Los Pollos Hermanos. |            |                                                  |                 |                                  |                  |                     |
| 39 | 6          | «Загнанный в угол» «Cornered»                    | Майкл Словис    | Дженнифер Хатчисон               | 21 августа 2011  | 1,67                |
| Скайлер в очередной раз пытается поговорить с мужем о его нелегальной деятельности: она считает, что от окружения Уолтера исходит опасность для него самого и всей их семьи, но Уолт говорит ей, что теперь он не такой как прежде, что теперь он сам опасность. Джесси больше не помогает Уолтеру в лаборатории, он проводит весь день с Майком, — и мистеру Уайту начинает казаться, что Гус Фринг умышленно вбивает клин в его отношения с напарником. Уолтер покупает сыну в подарок дорогой автомобиль, но Скайлер считает, что такая покупка привлечёт к семье излишнее внимание окружающих, и требует, чтобы муж вернул машину. |            |                                                  |                 |                                  |                  |                     |
| 40 | 7          | «Проблемный пёс» «Problem Dog»                   | Питер Гулд      | Питер Гулд                       | 28 августа 2011  | 1,91                |
| Скайлер удивлена огромным количеством поступающих от супруга денег и выражает сомнение, что им удастся отмыть такие объёмы нелегальных доходов. Уолтер продолжает вынашивать идею убийства Гуса Фринга. Он говорит на эту тему с Солом, а потом — с Джесси. Уолтер изготавливает яд, и Джесси соглашается при случае подсыпать его Гусу. Хэнк и Уолтер-младший посещают ресторан Los Pollos Hermanos и обзаводятся отпечатками пальцев мистера Фринга. Точно такие же отпечатки обнаружены при обыске в квартире Гейла Беттикера. |            |                                                  |                 |                                  |                  |                     |
| 41 | 8          | «Братья» «Hermanos»                              | Йохан Ренк      | Сэм Кэтлин и Джордж Мастрас      | 4 сентября 2011  | 1,98                |
| УБН начинает копать под Густаво Фринга: его приглашают в офис управления для беседы и задают неудобные вопросы. Хэнк просит свояка установить «маячок» на машину Фринга. Уолтер обеспокоен событиями последних дней и пытается заставить Джесси отравить Гуса при первом же подходящем случае. Флешбэк переносит зрителя в 1989 год, когда Густаво Фринг и его деловой партнёр Макс встречаются с доном Эладио, одним из боссов мексиканского наркокартеля, чтобы договориться с ним о начале производства метамфетамина, нового по тем временам наркотика. По приказу дона Эладио Гектор Саламанка убивает Макса на глазах у Гуса Фринга. |            |                                                  |                 |                                  |                  |                     |
| 42 | 9          | «Жучок» «Bug»                                    | Терри Макдоно   | Мойра Уолли-Бекетт и Томас Шнауц | 11 сентября 2011 | 1,89                |
| Бывший начальник Скайлер, Тед, сообщает ей, что Служба внутренних доходов проводит аудит его компании. Скайлер понимает, что налоговое управление, скорее всего, заинтересуется и ею, как бывшим бухгалтером Теда. Это значит, что за ней может быть установлена слежка и её телефон может прослушиваться. Отношения Гуса Фринга с мексиканским картелем становятся всё более напряжёнными: снайпер картеля совершает нападение на предприятие мистера Фринга и убивает одного из его сотрудников. Гус понимает, что ему не выиграть войну с наркобаронами, и соглашается передать им часть своей собственности, а также формулу синего мета. Уолтер недоволен, что Джесси так и не решился подсыпать яд мистеру Фрингу, — между напарниками происходит ссора, которая перерастает в драку. |            |                                                  |                 |                                  |                  |                     |
| 43 | 10         | «Здоровье» «Salud»                               | Мишель Макларен | Дженнифер Хатчисон и Питер Гулд  | 18 сентября 2011 | 1,80                |
| Гус Фринг, Майк и Джесси прибывают в Мексику для переговоров с представителями картеля и для демонстрации технологии изготовления синего мета. Демонстрация проходит успешно, боссы довольны. Они сообщают Джесси, что он остаётся в Мексике, потому что теперь он — собственность картеля. С помощью Сола Гудмана, оформившего фиктивное наследство, Скайлер пытается передать Теду свои собственные 600 тысяч долларов для уплаты начисленных на него налогов и штрафов. На вечеринке, посвящённой обновлению сотрудничества картеля с Гусом Фрингом, последнему удаётся отравить дона Эладио и целую группу его приближённых. Гус, Майк и Джесси покидают Мексику. |            |                                                  |                 |                                  |                  |                     |
| 44 | 11         | «Фальшпол» «Crawl Space»                         | Скотт Уинант    | Сэм Кэтлин и Джордж Мастрас      | 25 сентября 2011 | 1,55                |
| Гус Фринг восстанавливается после отравления, а Майк — после ранения. Гус интересуется у Джесси, может ли тот в одиночку, без помощи мистера Уайта, управляться в лаборатории. Джесси требует оставить Уолтера в покое, иначе он тоже не станет работать на мистера Фринга. Тед отказывается погасить задолженность перед налоговым управлением деньгами Скайлер, поэтому ей приходится обратиться за помощью к Солу Гудману. Гус навещает Гектора Саламанка в доме престарелых и сообщает ему о гибели представителей целой ветви его клана. Уолтер несколько дней подряд не выходит на работу, и Джесси варит мет самостоятельно. Подручные Гуса Фринга отвозят Уолтера в пустыню, где Гус сообщает мистеру Уайту, что он ему больше не нужен и что он уволен. Гус собирается разобраться с продолжающим копать под него Хэнком и предупреждает Уолтера, что если тот вмешается, Гус расправится со всей семьёй мистера Уайта. Уолтер воспринимает угрозу Гуса всерьёз и решает немедленно увезти свою семью. |            |                                                  |                 |                                  |                  |                     |
| 45 | 12         | «Конец света» «End Times»                        | Винс Гиллиган   | Томас Шнауц и Мойра Уолли-Бекетт | 2 октября 2011   | 1,73                |
| Уолтер отправляет семью в безопасное место. Его супруга и дети вместе с Хэнком и Мари теперь будут пребывать под защитой полиции. Сам Уолтер с ними не едет, мотивируя свой отказ необходимостью присматривать за автомойкой. По настоянию Хэнка в прачечную с обыском приезжают агенты УБН. Сын Андреа, Брок, попадает в реанимационное отделение с отравлением неизвестным ядом. Джесси вначале предполагает, что это отравление — дело рук мистера Уайта, но после разговора с последним он догадывается, что к случившемуся причастен Гус Фринг. Оба, мистер Уайт и Джесси осознают, что пришло время перейти к решительным действиям по устранению Гуса. Уолт подкладывает самодельное взрывное устройство в автомобиль мистера Фринга, но тот, почуяв неладное, не стал садиться в машину. |            |                                                  |                 |                                  |                  |                     |
| 46 | 13         | «Без лица» «Face Off»                            | Винс Гиллиган   | Винс Гиллиган                    | 9 октября 2011   | 1,90                |
| Полиция допрашивает Джесси в связи с его заявлениями о предположительном отравлении сына Андреа рицином. Уолтер посещает в доме престарелых Гектора Саламанка и убеждает его отомстить мистеру Фрингу. Следуя хитроумному плану, Гектор делает вид, будто начинает сотрудничать с УБН. Посещение мистером Саламанка офиса УБН вызывает сильное беспокойство у Гуса Фринга. Последний решает расправиться с Гектором Саламанка раз и навсегда: Гус приезжает в дом престарелых, заходит в палату к Гектору и собирается сделать старику смертельную инъекцию. Однако Гектор приводит в действие взрывное устройство, спрятанное в его кресле, — погибает сам и убивает Гуса Фринга, снеся ему взрывом половину лица. Уолтер расправляется ещё с двумя подручными Гуса, а потом они с Джесси уничтожают лабораторию. |            |                                                  |                 |                                  |                  |                     |